# CREBL2
CREBL2 (англ. CAMP responsive element binding protein like 2) – білок, який кодується однойменним геном, розташованим у людей на 12-й хромосомі. Довжина поліпептидного ланцюга білка становить 120 амінокислот, а молекулярна маса — 13 784.
| 10         |  | 20         |  | 30         |  | 40         |  | 50         |
| ---------- |  | ---------- |  | ---------- |  | ---------- |  | ---------- |
| MDDSKVVGGK |  | VKKPGKRGRK |  | PAKIDLKAKL |  | ERSRQSAREC |  | RARKKLRYQY |
| LEELVSSRER |  | AICALREELE |  | MYKQWCMAMD |  | QGKIPSEIKA |  | LLTGEEQNKS |
| QQNSSRHTKA |  | GKTDANSNSW |  |            |  |            |  |            |

A: Аланін

C: Цистеїн

D: Аспарагінова кислота

E: Глутамінова кислота

G: Гліцин

H: Гістидин

I: Ізолейцин

K: Лізин

L: Лейцин

M: Метіонін

N: Аспарагін

P: Пролін

Q: Глутамін

R: Аргінін

S: Серин

T: Треонін

V: Валін

W: Триптофан

Кодований геном білок за функціями належить до активаторів, фосфопротеїнів. 
Задіяний у таких біологічних процесах, як транскрипція, регуляція транскрипції, клітинний цикл, диференціація клітин. 
Білок має сайт для зв'язування з ДНК. 
Локалізований у ядрі.